# Serial piégeurs
Serial piégeurs (France) ou Milhouse se fait du cinéma (Québec) (Milhouse of Sand and Fog) est le 3e épisode de la saison 17 de la série télévisée d'animation Les Simpson.

## Synopsis
Maggie attrape la varicelle. Homer décide de vendre la maladie de sa fille aux parents désirant que leurs enfants attrapent la varicelle. Mais lui aussi l'attrape car il ne l'a pas eue étant enfant.
Le père de Milhouse revoit sa femme et ils se remettent ensemble. Milhouse, très heureux au début, est déçu que ses parents ne s'occupent plus de lui. Avec l'aide de Bart, il va tout faire pour séparer ses parents à nouveau…
Jusqu'à ce qu'une des idées de Bart (obtenue en regardant une série télévisée)soit de mettre un soutien-gorge de Marge sur le lit du couple Van Houten. Luann, la mère, le trouve et le rapporte à Homer. Il se dispute avec Marge. Pour réconcilier ses parents, Bart simule sa chute dans un torrent depuis une falaise à l'aide d'un mannequin. Mais Milhouse fait tomber le vrai Bart. Heureusement ses parents le sauvent et se réconcilient.

## Références culturelles

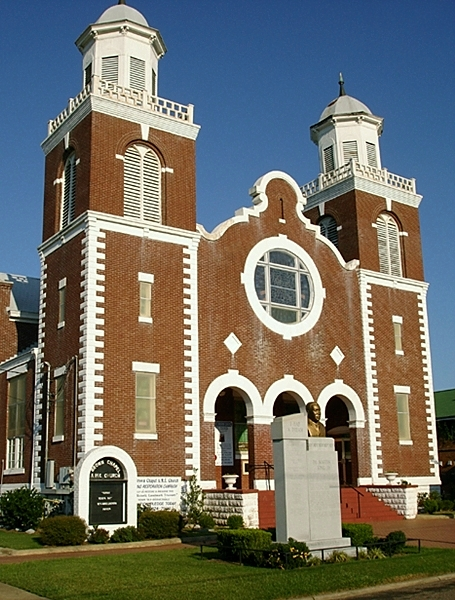
A Selma (Alabama), l'église de l'AME appelée Brown Chapel a été le point de départ des Marches de Selma à Montgomery pour les droits civiques revendiqués par les afro-américains en 1965